# Kerstin Kohlenberg

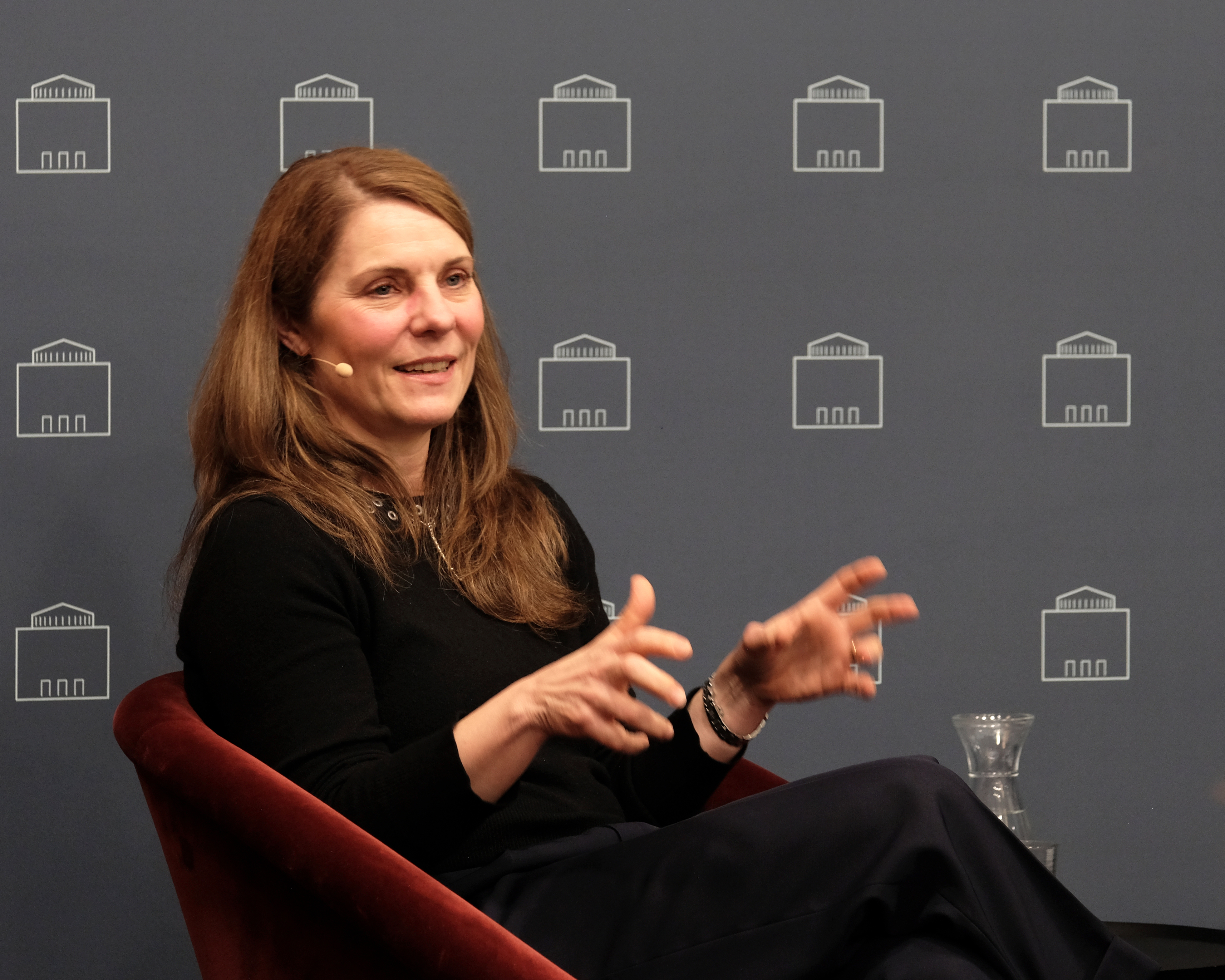
Kerstin Kohlenberg (2024)

Kerstin Kohlenberg (* 21. Oktober 1970 in Koblenz) ist eine deutsche Journalistin mit dem Schwerpunkt Wirtschaftsjournalismus. Sie ist Trägerin des Theodor-Wolff-Preises.

## Leben
Kerstin Kohlenberg studierte Soziologie, Volkswirtschaftslehre und Politikwissenschaft in Marburg, Berlin und New York. Währenddessen arbeitete sie für das ZDF in New York und Berlin. Sie war Volontärin, dann Redakteurin beim Tagesspiegel, bevor sie im Jahr 2004 zum Ressort Dossier des Hamburger Wochenmagazins Die Zeit kam, als dessen stellvertretende Leiterin sie ab Januar 2009 tätig war. 2011 wurde sie die stellvertretende Ressortleiterin des neu gegründeten Zeit-Ressorts Investigativ. Von 2014 bis 2021 war sie Auslandskorrespondentin der Zeit in Washington.
Inzwischen arbeitet sie wieder als Redakteurin für das Ressort Dossier.

## Auszeichnungen
Für ihre Berichterstattung über die Immobilienkrise in den USA, die sie von New York aus ein Jahr lang beobachtete, wurde sie 2008 mit dem Georg von Holtzbrinck Preis für Wirtschaftspublizistik in der Kategorie Print ausgezeichnet. Zusammen mit Wolfgang Uchatius erhielt sie 2009 den Herbert-Riehl-Heyse-Preis für den Essay zur Finanzkrise Wo ist das Geld geblieben? sowie den Ernst-Schneider-Preis. Mit Uchatius war sie mehrmals für den Henri-Nannen-Preis nominiert.
2013 erhielt sie zusammen mit Anita Blasberg den Sonderpreis Umweltjournalismus der Gregor Louisoder Umweltstiftung für ihre Reportage „Die Klimakrieger“, die sich mit den Leugnern des Klimawandels befasst.
2014 erhielt Kerstin Kohlenberg den Theodor-Wolff-Preis für ihre Reportage über Filmpiraterie mit dem Titel Aufnahme läuft!, in der sie minutiös die Anstrengungen beschreibt, das Kapital für eine teure Filmproduktion aufzubringen und dabei vor Piraten zu schützen, die mit Raubkopien im Internet die Refinanzierung gefährden.

## Publikationen (Auswahl)
- 2024: Das amerikanische Versprechen: Vom Streben nach Glück in einem zerstrittenen Land, Tropen, Stuttgart 2024, ISBN 978-3-608-50197-1.